# Delias ennia
Delias ennia är en fjärilsart som först beskrevs av Wallace 1867.  Delias ennia ingår i släktet Delias och familjen vitfjärilar. Inga underarter finns listade i Catalogue of Life.

## Bildgalleri

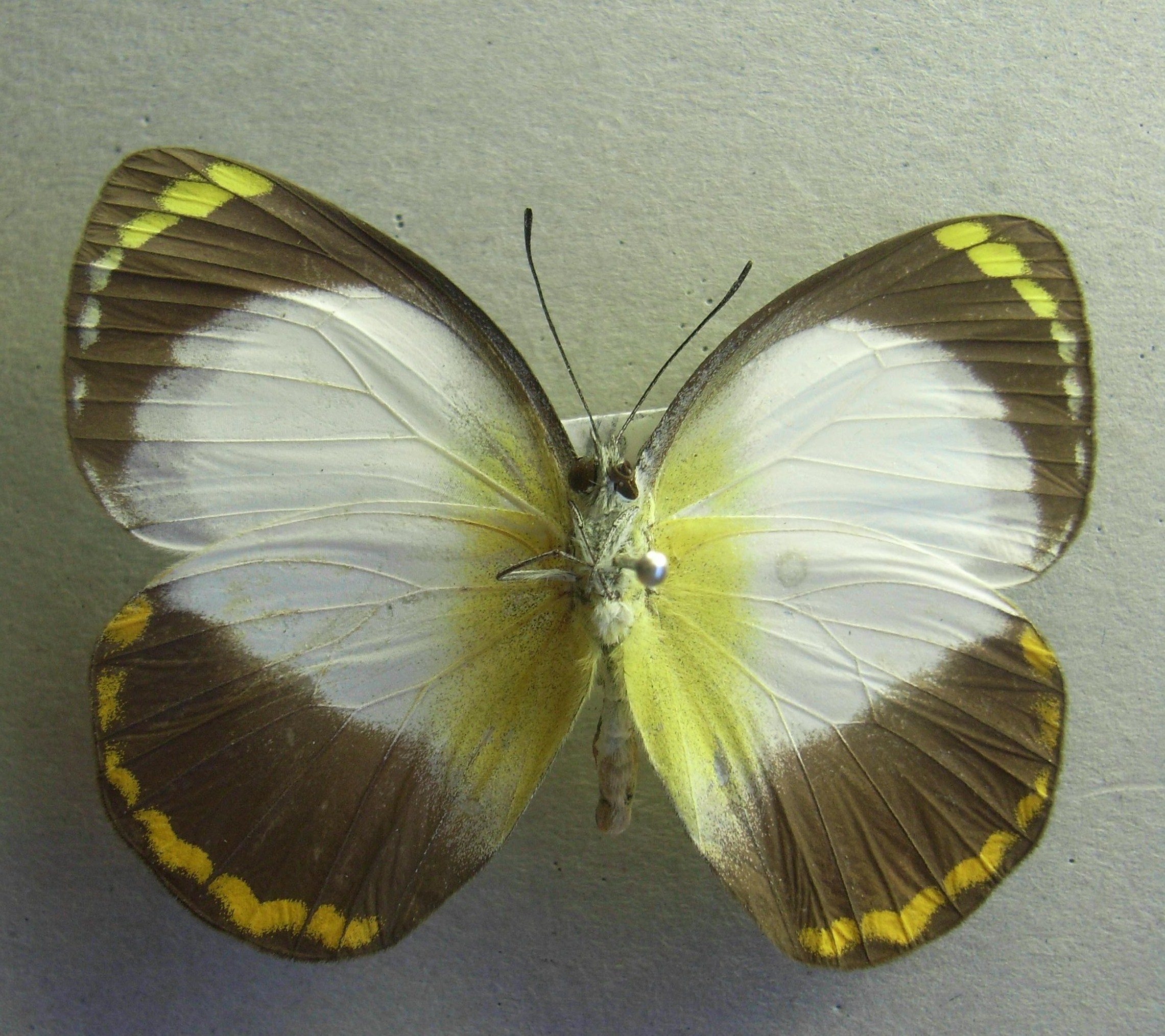